# Lucretia Wilhelmina van Merken
Lucretia Wilhelmina van Merken (Amsterdam, 21 augustus 1721 - Leiden, 19 oktober 1789) was een Nederlandse dichteres en toneelschrijfster.

## Biografie
Lucretia was de dochter van de bonthandelaar Jacob van Merken (1691-1754) en Susanna Wilhelmina Brandt (1687-1759), een kleindochter van de historicus en dichter Geeraert Brandt (1626-1685).
Zij groeide op in Amsterdam aan de Keizersgracht op de hoek met de Herenstraat, in een remonstrants gezin. Lucretia had al jong belangstelling voor poëzie en werd daarin gestimuleerd door haar moeder en de dichter Frans de Haes, een oudere neef van haar. Haar grote voorbeelden waren Sybrand Feitama en vooral Vondel. In haar jonge jaren schreef Van Merken veel gelegenheidsgedichten voor vrienden van haar ouders.
In de jaren vijftig verloor Lucretia al haar naaste familie: haar vader in 1754, haar moeder in 1759 en haar twee jaar jongere zus Wilhelmina in 1760. Ook haar eigen gezondheid liet te wensen over.
Lucretia Wilhelmina van Merken trouwde op 26 september 1768, op 47-jarige leeftijd, in Amsterdam met Nicolaas Simon van Winter (1718-1795), dichter en makelaar in verfstoffen. Van Winter was weduwnaar van Johanna Mühl (1718-1768)), een vriendin van Lucretia, met wie hij in 1745 zijn enige kind, Pieter van Winter (1745-1807) had gekregen. Lucretia's huwelijk bleef kinderloos. Nicolaas van Winter kende Lucretia van Merken al veel langer en reeds in 1755 had hij een gedicht van Lucretia opgenomen in zijn grote gedicht de Amstelstroom, uitgegeven bij de bekende Amsterdamse doopsgezinde uitgever Pieter Meijer. Van Winter had zijn aanstaande geheel in stijl met een gedicht ten huwelijk gevraagd. Van Merken antwoordde eveneens met een gedicht.
Kort na het huwelijk deed Van Winter zijn handel in verfstoffen in Amsterdam over aan zijn enige zoon, Pieter. Beide echtelieden verkochten hun huis en het echtpaar begon een nieuw leven aan de ‘oostzijde’ (de even kant) van de Keizersgracht, ergens tussen de Leidsegracht en de Leidsestraat. In hun nieuwe huis hielden zij zich vooral bezig met schrijven. Intussen was Lucretia’s ster tot enorme hoogte gestegen. Met haar heldendichten David (1767) en Germanicus (1779) bereikte Van Merken in de letterkunde een status die vergelijkbaar was met die van Vondel een eeuw eerder. Haar oplagecijfers waren indrukwekkend. Van haar gedichten het Nut der Tegenspoeden en David werden maar liefst 2000 exemplaren gedrukt. Daarnaast bleef ze toneelstukken schrijven. Ze specialiseerde zich in treurspelen en zou er in totaal zeven schrijven. Die treurspelen waren onder alle lagen van de bevolking populair. Ze was zo beroemd dat de Amsterdamse schouwburgdirectie haar uitnodigde om het toneelstuk te schrijven waarmee de nieuwe schouwburg op 14 september 1774 op het Leidseplein geopend werd. Dat werd haar toneelstuk Jacob Simonszoon de Ryk en het publiek bestormde de schouwburg. Haar toneelstukken werden talloze malen opgevoerd, maar ook de gedrukte exemplaren werden gelezen. Uit haar brieven blijkt dat van een toneelstuk makkelijk 400 exemplaren over de toonbank gingen. Na haar dood bleef haar toneelwerk onverminderd populair en van haar verzamelde toneelpoëzie werden na haar dood 1000 goedkope en bijna 200 dure exemplaren gedrukt. Het zijn aantallen die alleen haar uitgever rijk maakten, want Lucretia wilde geen geld voor haar werk ontvangen. Zij wilde gelezen worden, maar moest bedelen om presentexemplaren.

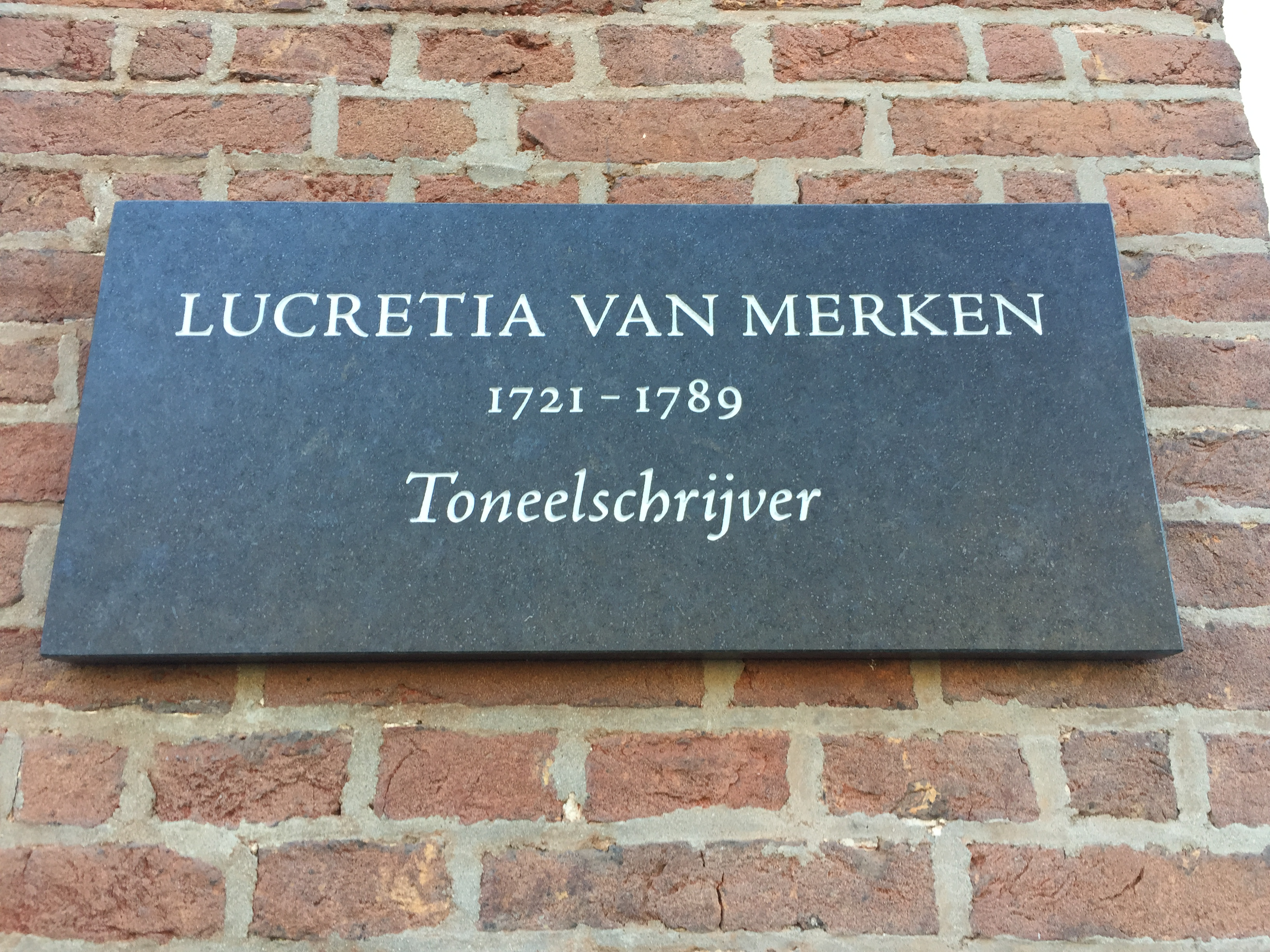
Plaquette aan het huis Rapenburg 41, aangebracht in 2024

In het voorjaar van 1773 besloot het echtpaar tot de aankoop van de buitenplaats Bijdorp in Leiderdorp, waar ze de jaren daarna van half maart tot half september zouden verblijven. Dat betekende dat het ieder jaar weer een grote onderneming was om van Amsterdam naar Leiderdorp te verhuizen. In 1783 besloot het echtpaar, zeer tegen de zin van zoon Pieter, om voorgoed in Leiden te gaan wonen. Het echtpaar Van Winter-Van Merken verhuisde naar Rapenburg 41 in Leiden. 
In 1774 werden Lucretia en haar man tot ereburgers van Leiden benoemd. Haar treurspel Het beleg der stad Leyden (1774) heeft hierbij zeker een rol gespeeld. (Het toneelstuk werd in 2024 in Leiden in een vrije bewerking opnieuw opgevoerd.) Haar naam als dichteres was in 1774 al gevestigd. Betje Wolff noemde haar "de grootste dichteresse onzes lands".
Lucretia overleed in Leiden maar werd begraven in de Oude Kerk in Amsterdam. Enkele jaren later is ook haar echtgenoot daar bijgezet.
Een monument dat het Leidse genootschap ‘Kunst Wordt door Arbeid Verkreegen’ voor Van Merken had willen oprichten is nooit verder gekomen dan het ontwerp. In 1828 liet het Leidse ‘Genootschap voor Uiterlijke Welsprekendheid’ in de Amsterdamse Oude Kerk rechts van het grote orgel een plaquette voor het dichterpaar aanbrengen.
Lucretia vertegenwoordigde het achttiende-eeuwse Verlichtingsideaal van de ontwikkelde, beschaafde burger. Ook na haar dood werd ze nog als voorbeeld gesteld aan beginnende dichters. Met de komst van de Romantiek verdween de waardering voor haar werk. Pogingen van Tollens (1852) en Willem Kloos (1909) om een herwaardering van Lucretia van Merken te bewerkstelligen bleven zonder succes.

## Werk
In haar jonge jaren schreef Lucretia veel gelegenheidsgedichten, bijvoorbeeld voor David van Mollem, bezitter van het landgoed Zijdebalen, en voor Gerard Aarnout Hasselaar, burgemeester van Amsterdam, eveneens woonachtig op de Keizersgracht.
Lucretia schreef haar eerste grote stuk toen zij net in de twintig was: het treurspel Artemines uit 1745, dat anoniem onder de zinspreuk ‘La vertu pour guide’ bij Izaak Duim te Amsterdam verscheen.
Na een jarenlange periode waarin ze haar zieke vader, moeder en zus verzorgde, een periode waarin ze ook zelf erg ziek werd, schreef ze het troostende leerdicht Het Nut der Tegenspoeden (1762), waarin ze haar lijden verwerkte. Het werk verscheen bij Pieter Meijer, maar Lucretia schrok toen ze haar portret op de titelpagina ontdekte, waarop haar decolleté prominent getoond werd. Dat vond ze niet gepast en nadat ze alle exemplaren met dat portret had opgekocht, liet ze een kuiser portret vervaardigen.
Nicolaas Simon van Winter lanceerde in 1757 het idee om met een groep dichters het kerkgezang te vernieuwen en Lucretia van Merken wilde daar wel aan meewerken. Iedere week besprak de groep de voortgang in de boekwinkel van Meijer. In 1760 verschenen de nieuwe gezangen anoniem onder de naam Laus Deo Salus Populo ('Eer aan God, heil voor het volk'). Later werd bekend dat Lucretia met 39 psalmberijmingen de grootste bijdrage had geleverd. De toon van de liederen is positief en niet gericht op zondebesef en boetedoening. De bundel bevat de suggestie dat de mens door goed te doen een plaats in de hemel kan bereiken. In orthodoxe kringen viel de bundel slecht omdat er veel uitdrukkingen in voorkomen ‘die zeer beswaarlijk met de ware leere van de verdorvenheid onser nature, de onvolmaaktheid der heiligen in dit leven sijn overeen te brengen.’ Toen met de psalmberijming van 1773 een officiële nieuwe berijming werd uitgegeven, waren daarvan 17 van Lucretia.
Zij schreef onder andere de bekende psalm 42  't Hijgend hert der jacht ontkomen, schreeuwt niet sterker naar 't genot, van de frisse waterstromen, dan mijn ziel verlangt naar God.
Van Winter en Van Merken gaven na hun verhuizing naar Leiden hun toneelwerken gezamenlijk uit in twee delen Tooneelpoëzij (1774, 1786).

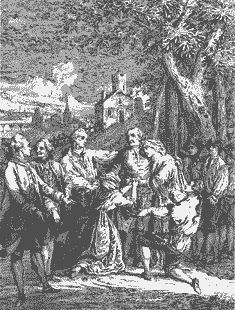
Titelprent bij Lucretia van Merken, De Camisards. Uit: Tooneelpoëzij van Nicolaas Simon van Winter en Lucretia Wilhelmina van Merken, Amsterdam, Pieter Meijer, 1774-1786.

Lucretia's Frans-classicistische treurspelen stonden met grote regelmaat op het repertoire. In de schouwburgen van Amsterdam, Rotterdam, Den Haag en Leiden werden Lucretia’s Frans-classicistische treurspelen regelmatig opgevoerd.
Op 14 september 1774 werd de nieuwe Stadsschouwburg van Amsterdam feestelijk geopend met de première van haar treurspel Jacob Simonszoon de Ryk.
Van Merken liet zich buiten de gelegenheidsgedichten zelden in met de actualiteit. Opmerkelijk is daarom haar lofdicht (in het Frans) voor George Washington, dat ze hem in 1784 persoonlijk toestuurde.
Lucretia's voorkeur voor ernstige onderwerpen en verheven genres spreekt behalve uit de treurspelen ook uit haar twee omvangrijke heldendichten: David (in twaalf boeken, 1767) en Germanicus (in zestien boeken, 1779). Haar laatste werk De ware geluksbedeeling, dat samen met enkele nagelaten rijmbrieven en gelegenheidsgedichten in 1792 verscheen, is, net als Het nut der tegenspoeden, een beschouwing over het leven, het onontkoombare verdriet en de troost die een sterk Godsvertrouwen kan bieden.